# Угорка (село)
Угорка (пол. Węgierka) — село на Закерзонні, в Польщі, у гміні Розвинниця Ярославського повіту Підкарпатського воєводства.
Населення — 808 осіб (2011).

## Розташування
Знаходиться в західній частині Надсяння. Розташоване на відстані 6 км на південь від адміністративного центру ґміни села Розвинниця, 17 км на південний захід від повітового центру Ярослава і 42 км на схід від воєводського центру Ряшева.

## Історія
Наприкінці XV ст. місцевий оборонний двір був перебудований на мурований замок, руїни котрого збереглися донині.
За податковим реєстром 1515 р. село Угорка належало до фортеці Порохник, було 2 лани (коло 50 га) оброблюваної землі.
За податковим реєстром 1589 р. села Тулиголови й Угорка були у володінні Івана Пенянжика, було 7 ланів (коло 175 га) оброблюваної землі, 12 загородників з земельною ділянкою та 3 без неї, 2 коморники з тягловою худобою і 2 без неї, млин, корчма з 1 ланом землі, піп (отже, була й церква).
До 1772 року Угорка входила до складу Перемишльської землі Руського воєводства Королівства Польського.
Відповідно до «Географічного словника Королівства Польського» в 1880 р. Угорка знаходилась у Ярославському повіті Королівства Галичини і Володимирії, в селі були школа, гуральня, бровар, 2 млини, тартак, цегельня, 2 фільварки, 128 будинків і 818 мешканців, з них 421 греко-католик, 357 римо-католиків і 22 юдеї, греко-католики ходили до церкви парафії Порохник Порохницького деканату Перемишльської єпархії.
Після розпаду Австро-Угорщини і утворення 1 листопада 1918 р. Західноукраїнської Народної Республіки Угорка разом з усім Надсянням були окуповані Польщею в результаті кривавої війни. Угорка входила до Ярославського повіту Львівського воєводства, в 1934—1939 рр. — у складі ґміни Розьвениця. На 1.01.1939 в селі проживало 1400 мешканців, з них 20 україномовних українців-грекокатоликів, 520 польськомовних українців-грекокатоликів, 840 поляків, 20 євреїв. На той час унаслідок півтисячоліття латинізації та полонізації українці лівобережного Надсяння опинилися в меншості.
Українці не могли протистояти антиукраїнському терору після Другої світової війни. Частину добровільно-примусово виселили в СРСР (270 осіб — 59 родин). 67 українців села попали 15-20 червня 1947 року під етнічну чистку під час проведення Операції «Вісла» і були депортовані на понімецькі землі у західній та північній частині польської держави, що до 1945 належали Німеччині.
У 1975—1998 роках село належало до Перемишльського воєводства.

## Демографія
Демографічна структура станом на 31 березня 2011 року:
|          | Загалом | Допрацездатний вік | Працездатний вік | Постпрацездатний вік |
| -------- | ------- | ------------------ | ---------------- | -------------------- |
| Чоловіки | 410     | 97                 | 274              | 39                   |
| Жінки    | 398     | 91                 | 222              | 85                   |
| Разом    | 808     | 188                | 496              | 124                  |

## Церква
Церква в селі вже була в 1589 р.
До виселення українців у селі була мурована філіяльна греко-католицька церква Преп. М. Параскеви, збудована в 1886 році. Належала до парафії Порохник Порохницького деканату Перемишльської єпархії. Після депортації українців служила костелом до 1986 р.